# Ivan Sharpe
Ivan Gordon "Ivor" Sharpe (St Albans, Hertfordshire, Anglaterra, 15 de juny de 1889 - Southport, Lancashire, 9 de febrer de 1968) va ser un futbolista anglès que va competir a començament del segle xx. Jugà com a davanter i en el seu palmarès destaca la medalla d'or en la competició de futbol dels Jocs Olímpics d'Estocolm, el 1912.
A nivell de clubs jugà en diversos equips professionals, com ara el Watford FC, el Derby County FC, amb qui guanyà la Football League First Division de 1911-1912, el Leeds City o el Leeds United FC. A la selecció anglesa amateur jugà 12 partits.
En deixar el futbol en actiu exercí durant molts anys de periodista esportiu, arribant a ser president de la Football Writers Association. Fou editor de l'Athletic News Football Annual i l'Athletic News Cricket Annual. El 1936 fou escollit per la BBC per ser un dels dos periodistes (l'altre era Norman Creek), que per primera vegada havien de retransmetre en directe la final de la Copa anglesa de futbol. Continuà vinculat al món del futbol fins a la seva mort, alhora que publicà un llibre de memòries "440 Years in Football" el 1954.